# 德珠·江白格桑加措
德珠·江白格桑加措（藏語：འཇམ་དཔལ་བསྐལ་བཟང་རྒྱ་མཚོ་，威利转写：'jam dpal bskal bzang rgya mtsho，1934年—2000年3月11日）藏族，西藏拉萨人，第五世（计追认）德珠活佛。

## 生平
他生于拉萨的西藏贵族朗顿家族，其母为朗顿·贡嘎旺秋的妹妹，其父为宇妥家族的儿子。他幼年时，曾经被视为十三世达赖的重点候选转世灵童之一。1940年，十三世达赖的转世灵童获国民政府批准确定以后，他被认定为第四世德珠活佛的转世灵童，并于1942年坐床，正式继任德珠活佛。
此后，他入哲蚌寺学经。1957年，考取格西。1960年，任中国佛教协会西藏分会常务理事。1977年起，担任西藏自治区政协第三、四届委员，第五、六、七届常务委员。1980年起，担任中国佛教协会理事。1982年起，担任中国佛教协会西藏分会副会长。
2000年3月11日，德珠·江白格桑加措在拉萨圆寂。